# IC 1443
IC 1443 ist eine elliptische Galaxie vom Hubble-Typ E2 im Sternbild Aquarius auf der Ekliptik. Sie ist schätzungsweise 227 Millionen Lichtjahre von der Milchstraße entfernt.
Das Objekt wurde am 22. August 1892 von Stéphane Javelle entdeckt.